# М'ясников Олексій Павлович
Олексій Павлович М'ясников (26 серпня 1935, тепер Російська Федерація) — радянський державний діяч, новатор виробництва, машиніст екскаватора Коршуновського гірничо-збагачувального комбінату Іркутської області. Член ЦК КПРС у 1986—1990 роках.

## Життєпис
Освіта середня.
У 1955—1958 роках служив у Радянській армії.
У 1958—1961 роках — робітник лісодільниці шахти № 8 тресту «Черемховвугілля», слюсар-електрик шахти № 46, помічник машиніста екскаватора, електрослюсар, машиніст екскаватора копальні «Артемовський» тресту «Лензолото» міста Бодайбо Іркутської області.
З 1961 року — машиніст, старший машиніст екскаватора Коршуновського гірничо-збагачувального комбінату міста Желєзногорська-Ілімського Іркутської області.
Член КПРС з 1974 року.
Потім — на пенсії в місті Желєзногорську-Ілімському Іркутської області.

## Нагороди і звання
- ордени
- медалі